# Borchen
Borchen – miejscowość i gmina w zachodnich Niemczech, w kraju związkowym Nadrenia Północna-Westfalia, w rejencji Detmold, w powiecie Paderborn.

## Współpraca
Miejscowości partnerskie:
- Noyen-sur-Sarthe, Francja
- Schwarzenberg/Erzgeb., Saksonia